# مارسيو سانتوس (لاعب كرة قدم)
مارسيو سانتوس هو لاعب كرة قدم برازيلي في مركز الوسط، ولد في 22 فبراير 1987 في ساو باولو في البرازيل. لعب مع Udon Thani F.C. ‏.

## وصلات خارجية
- مارسيو سانتوس (لاعب كرة قدم) على موقع قاعدة بيانات كرة القدم.إي يو (الإنجليزية)
- مارسيو سانتوس (لاعب كرة قدم) على موقع Soccerway.com (الإنجليزية)